# Кортеш-ду-Мею
Кортеш-ду-Мею (порт. Cortes do Meio) — район (фрегезия) в Португалии, входит в округ Каштелу-Бранку. Является составной частью муниципалитета Ковильян. По старому административному делению входил в провинцию Бейра-Байша. Входит в экономико-статистический субрегион Кова-да-Бейра, который входит в Центральный регион. Население составляет 69 человек на 2001 год. Занимает площадь 48,19 км².
Покровителем района считается С.Роке (у-санту-душ-бебедуш) (порт. S.Roque (o santo dos bebedos)).